# John Webb
John Webb, född 1611 i Butley, Somerset, död 24 oktober 1672, var en engelsk arkitekt.
Webb studerade hos Inigo Jones, som han också var ingift släkting till. Han hjälpte Jones när denne arbetade med St Paul's Cathedral i London under 1630-talet. 1648–1650 återuppbyggde han Wilton House i Wiltshire efter en brand 1647/1648. Efter Jones död 1652 var Webb den oöverträffade mästaren på klassisk arkitektur i England. De bästa av hans arbeten som överlevt är den korintiska portiken och norra fasaden på The Vyne i Hampshire (1654–1656), vilket var den tidigaste portiken i England, och King Charles Block i Greenwich Palace (1664–1669). Den bästa lantegendomen han ritade var förmodligen Amesbury Abbey i Wiltshire (1659–1661, ombyggt av Hopper 1834–1840).
Många av hans andra byggen har rivits, men flera återgavs i Vitruvius Britannicus (1715, 1717 och 1725) där de hade stort inflytande på earlen av Burlington och hans kollegor under det andra återupplivandet av palladianisk arkitektur. Webb blev mindre känd än hans arbeten motiverade eftersom många av hans arbeten inledningsvis tillskrevs Inigo Jones.

## Galleri

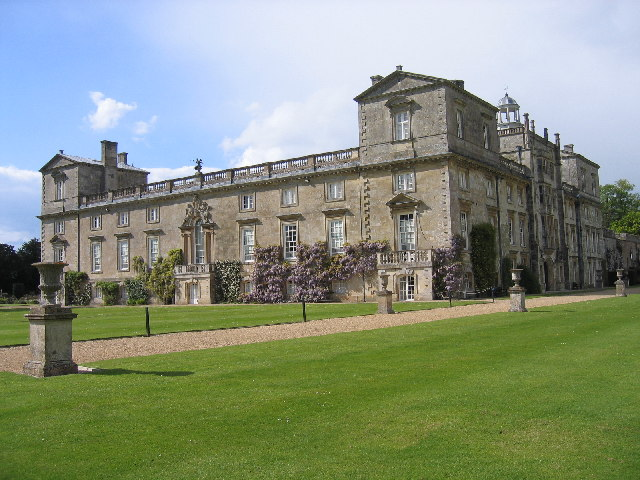
Wilton House
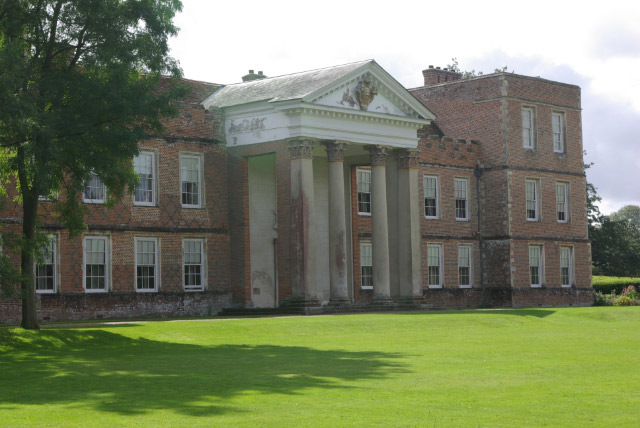
Portiken på The Vyne
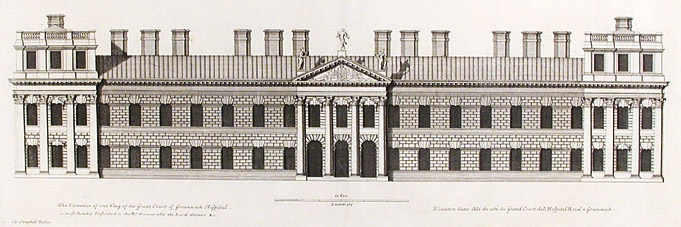
King Charles Building i nuvarande Greenwich Hospital